# Alex Rider: Stormbreaker
Alex Rider: Stormbreaker es el nombre de dos videojuegos basados en la película de 2006 Alex Rider: Operation Stormbreaker, que a su vez fue una adaptación de la novela original. Fueron lanzados el 7 de julio de 2006 en el Reino Unido y el 25 de septiembre de 2006 en los Estados Unidos para Nintendo DS y Game Boy Advance.

## Jugabilidad
La versión de Game Boy Advance es un juego de acción y sigilo, donde los jugadores toman el control de Alex (y una vez, a su tío Ian) en varias misiones. Alex obtiene varios artilugios a lo largo del juego, que son esenciales para completar las misiones. También se incluye una serie de minijuegos del inventor de armas Smithers . También hay un modo de entrenamiento MI6 para que los jugadores prueben sus habilidades. 

## Recepción
El juego fue criticado por muchos sitios de juegos y revistas, y Pocket Gamer escribió que "simplemente no es lo suficientemente bueno". El agregador de reseñas Metacritic le dio al juego una calificación de 48 de 100 en base a 11 críticas y Nintendo Power comenta que "la jugabilidad básica es defectuosa en todos los sentidos."  IGN le dio una calificación de "pobre", con un 4.0/10, afirmando que "este juego simplemente no es bueno".